# 位相的に識別可能
位相的に識別可能（いそうてきにしきべつかのう、英: topologically distinguishable）であるとは、位相空間論において、相異なる位相空間 X 上の点 x, y は、x, y それぞれの近傍系 {\displaystyle {\mathcal {V}}(x),{\mathcal {V}}(y)} が {\displaystyle {\mathcal {V}}(x)\neq {\mathcal {V}}(y)} を満たすということ。
言い換えれば、x, y のうち一方の近傍でありながら他方の近傍ではないような集合が X の部分集合として存在しているということである。
反対に、{\displaystyle {\mathcal {V}}(x)={\mathcal {V}}(y)} ならば、位相的に識別不可能（いそうてきにしきべつふかのう　英: topologically indistinguishable）であるという。